# Paul-Werner Hozzel
Paul-Werner Hozzel, né le 16 octobre 1910 à Hambourg (Allemagne) et mort le 7 janvier 1997 à Karlsruhe (Allemagne), est un pilote d'attaque au sol allemand. Il a servi dans la Luftwaffe de l'Allemagne nazie pendant la Seconde Guerre mondiale.
Il est récipiendaire de la croix de chevalier de la croix de fer.

## Biographie
Paul-Werner Hozzel, fils d'un courtier maritime, naît le 16 octobre 1910 à Hambourg. En avril 1931, après avoir obtenu son Abitur, il se porte volontaire pour le service militaire avec l'Artillerie-Regiment 2, un régiment d'artillerie de la 2e division de la Reichswehr basé à Schwerin. Le 1er mars 1934, Hozzel est transféré à la Luftwaffe comme Leutnant (sous-lieutenant).

### Seconde Guerre mondiale
Au déclenchement de la Seconde Guerre mondiale, Paul-Werner Hozze participe à la campagne de Pologne en 1939 avec les Sturzkampfgeschwaders 1 (StG 1—1er escadron de bombardement en piqué). Cette unité participe également à la bataille de France et à l'opération Weserübung. Hozzel est le premier pilote de Stuka à recevoir la croix de chevalier de la croix de fer (Ritterkreuz des Eisernen Kreuzes) le 8 mai 1940. En même temps que l'Oberleutnant Elmar Schaefer, le Leutnant Martin Möbus et l'Unteroffizier Gerhard Grenzel, il reçoit cette récompense pour la destruction du destroyer français Bison et du destroyer britannique HMS Afridi,.
Paul-Werner Hozzel est nommé commandant du Sturzkampfgeschwader 2 le 16 octobre 1941. Avec SG 2, il combat dans la bataille de Stalingrad lors de laquelle le Geschwader effectue quelque 12 000 missions de combat dans cet engagement.
Il est ensuite chargé de former la Gefechtsverband Hozzel à partir d'éléments des Stuka-Geschwaders 1, 2 et 77 participant aux batailles autour de Dnipropetrovsk. Hozzel reçoit la croix de chevalier de la croix de fer avec feuilles de chêne (Ritterkreuz des Eisernen Kreuzes mit Eichenlaub) le 14 avril 1943. Il termine la guerre dans un poste d'état-major de la Luftflotte 1. Il est poursuivi pour son commandement dans la poche de Courlande et est envoyé en Union soviétique en tant que prisonnier de guerre. Il est rapatrié le 16 janvier 1956.
Il rejoint alors la Bundeswehr de l'Allemagne de l'Ouest et prend sa retraite en tant que général de brigade (Brigadegeneral) le 30 septembre 1969.